# Mlýnský vršek
Mlýnský vršek (384 m n. m.), jindy jen Mlýnský vrch, je vrch v okrese Česká Lípa Libereckého kraje, ležící asi 0,5 km východně od vsi Břevniště, na příslušném katastrálním území.

## Geomorfologické zařazení
Vrch náleží do celku Ralská pahorkatina, podcelku Zákupská pahorkatina, okrsku Podještědská pahorkatina, podokrsku Křižanská pahorkatina a Břevnické části.

## Přístup
Nejbližší dojezd automobilem je do Břevniště, jehož zástavba obklopuje vrch ze severní poloviny. Z jižní poloviny vede silnička kolem místního hřbitova. Pěší výstup na vrchol je jednoduchý, i když oficiální cesty vedou jen po severním svahu.